# (500082) 2011 YF1
(500082) 2011 YF1 es un asteroide perteneciente al cinturón de asteroides, descubierto el 17 de noviembre de 2011 por el equipo del Mount Lemmon Survey desde el Observatorio del Monte Lemmon, Arizona, Estados Unidos.

## Designación y nombre
Designado provisionalmente como 2011 YF1.

## Características orbitales
2011 YF1 está situado a una distancia media del Sol de 2,358 ua, pudiendo alejarse hasta 2,511 ua y acercarse hasta 2,205 ua. Su excentricidad es 0,064 y la inclinación orbital 10,75 grados. Emplea 1323,23 días en completar una órbita alrededor del Sol.

## Características físicas
La magnitud absoluta de 2011 YF1 es 17,1.